# 김성규 (중추원)
김성규는 일제강점기의 관료이다. 본적은 평안북도 용천군 부라면이다.

## 생애
1920년대 평안북도 용천군에서 수해 구제금과 기부금 전달 활동을 벌였으며 1927년 4월 25일 평안북도 도평의회 의원으로 선출되었다. 1929년 5월 1일 조선박람회 평의원 촉탁으로 임명되었고 1929년 11월 18일 일본적십자사 조선본부 신의주지부 특별사원으로 활동한 공로를 인정받아 일본 정부로부터 유공장을 받았다. 1931년 7월 8일부터 1934년 7월 7일까지 조선총독부 중추원 참의를 역임했으며 1934년 7월 7일 정7위에 서위되었다.
친일파 708인 명단의 중추원 부문, 민족문제연구소의 친일인명사전 수록자 명단의 중추원 부문, 친일반민족행위진상규명위원회가 발표한 친일반민족행위 705인 명단에 포함되었다.

## 참고자료
- 친일반민족행위진상규명위원회 (2009). 〈안성준〉. 《친일반민족행위진상규명 보고서 Ⅳ-3》. 서울. 7~10쪽.